# Teltow (przystanek kolejowy)
Teltow (niem: Bahnhof Teltow) – przystanek kolejowy (dawna stacja) w Teltow, w kraju związkowym Brandenburgia, w Niemczech. Od momentu powstania w 1901, stacja była wielokrotnie przebudowywana. Stacja obsługiwała ruch regionalny i towarowy i była w latach 1950-1961 stacją końcową pociągów S-Bahn w Berlinie. Bezpośrednie połączenie do Berlina zostało zlikwidowane w 1961, w wyniku budowy muru berlińskiego. Ponowne połączenia do Berlina uruchomiono w 2006.
Przystanek Teltow nie należy mylić ze stacją Teltow Stadt, otwartą w 2005, które leży w pobliżu centrum miasta, 2 km na północny zachód, na końcu linii berlińskiego S-Bahn.

## Położenie
Przystanek znajduje się na południe od Berlina na skrzyżowaniu linii kolejowej Berlin – Halle z Mahlower Straße, około trzech kilometrów na wschód od centrum miasta Teltow, w powiecie Potsdam-Mittelmark. Początkowo stacja została wybudowana daleko poza obszarem miastem, na otwartej przestrzeni. Teraz obszar pomiędzy miastem a przystankiem kolejowym jest zabudowany głównie domami jednorodzinny-mi. 

## Linie kolejowe
- Berlin – Halle
- Anhalter Vorortbahn
- Güteraußenring
- Teltower Eisenbahn